# Un amor d'estiu
Un amor d'estiu, títol original en francès La Belle Saison, és una pel·lícula francesa dirigida l'any 2015 per Catherine Corsini. És una comèdia dramàtica que evoca una relació amorosa entre una agricultora i una ensenyant i militant feminista en la França dels anys 1970. Ha estat traduïda i subtitulada en català.

## Argument
Delphine (Izïa Higelin) és filla d'agricultors que exploten una granja en el Limousin. Soltera endurida pels seus pares, manté en realitat una relació amorosa amb una jove. Però aviat, aquesta última l'abandona per casar-se amb un home amb la finalitat de tenir una situació acceptable als ulls dels habitants de la regió. Aquesta decepció amorosa empeny Delphine a canviar de manera de viure i puja a estudiar a París, on arriba el 1971. S'allotja en unes golfes. Un dia, veu en el carrer un grup de dones que corren i toquen el cul dels homes de pas cridant eslògans feministes. Quan un transeünt reacciona violentament contra una de les dones, Delphine intervé, rebutja l'home i s'allunya espontàniament amb el grup. Són estudiants de la Sorbonne que formen part del Moviment d'alliberament de les dones (MLF). La jove que Delphine ha tret de l'incident, Carole (Cécile de France), és una professora d'espanyol. Delphine és de seguida atreta per Carole i comença a freqüentar regularment les reunions del grup. Descobreix així les lluites socials pels drets de les dones, el dret a l'avortament i a la contracepció, i les discussions sobre el grau de radicalitat a adoptar (cal o no admetre els homes, cosa que posa en risc de refrenar la paraula de les dones, o tenir reunions no mixtes), els tipus d'acció a adoptar i les discussions quant a la legitimitat o no de la convergència de les lluites amb altres reivindicacions.

## Repartiment
- Izïa Higelin: Delphine
- Cécile de France: Carole
- Noémie Lvovsky: Monique
- Kévin Azaïs: Antoine
- Laetitia Dosch: Adeline
- Benjamin Bellecour: Manuel
- Sarah Suco: Fabienne
- Natalie Beder: Casa-Laure
- Calypso Valois: Charlotte
- Jean-Henri Compère: Maurici

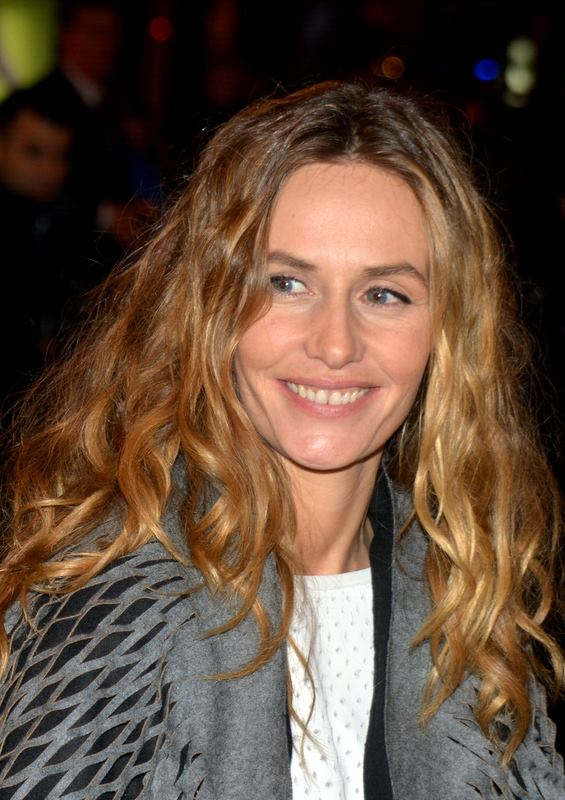
Cécile de France (a la 40a cerimònia dels César començament 2015).

- Bruno Podalydès: professor Chambard

## Concepció de la pel·lícula

### Guió
La directora, Catherine Corsini, concep la pel·lícula com una pel·lícula d'amor entre dones que sigui un equivalent del Brokeback Mountain pels homes (la pel·lícula d'Ang Lee estrenada l'any 2005 contava la història d'amor entre dos cow-boys en el Wyoming dels anys 1960). La idea de la pel·lícula també ha estat inspirada en part pel visionat de la pel·lícula documental Sébastien Lifshitz Les Invisibles, que reagrupa testimoniatges de persones homosexuals i bisexuals i empeny a Catherine Corsini a evocar el tema en la ficció. La directora indica també que la seva història personal, en la circumstància del fet de viure d'aleshores endavant obertament la seva relació amb la productora Élisabeth Perez, l'ha ajudada a abordar més frontalment el tema de l'homosexualitat en la ficció (hi havia ja abordat l'assumpte en les seves pel·lícules precedents, però de manera més secundària).
El guió de la pel·lícula és co-escrit per Catherine Corsini i la guionista Laurette Polmanss. Els grans temes de la pel·lícula s'obren prou ràpidament: « L'aposta de la pel·lícula, era apoderar-se del feminisme, d'una història d'amor i d'arribar a barrejar aquestes dues coses ». Els altres elements del guió porten més temps, sobretot la tria de l'època. Catherine Corsini treballa en principi amb Marie Amachoukeli, que havia de ser co-directora. Catherine Corsini vol en principi situar la història a l'època present, cosa que engendra discrepàncies amb Marie Amachoukeli, que estima que evocar una història d'amor fora de l'època present no dona pas una imatge valenta de l'homosexualitat d'avui. Marie Amachoukeli abandona finalment el projecte per treballar en les seves pròpies pel·lícules. Prosseguint el treball en el guió, Catherine Corsini li dona finalment la raó i la tria de l'època se situa en els anys 1970, un període important pel desenvolupament dels moviments feministes a França. Els noms dels dos personatges principals són al·lusions a dues figures feministes de l'època, l'actriu Delphine Seyrig i la cineasta Carole Roussopoulos. Segons la productora Élisabeth Perez, la pel·lícula és abans de tot una pel·lícula feminista que evoca « l'emancipació, l'alliberament ». A una pregunta on li  demanaven si el tractament conjunt del feminisme i de l'homosexualitat femenina en la pel·lícula no suposa alimentar els clixés associant les dues, la productora reconeix que la història té el risc d'alimentar aquest tipus de fantasma, però recorda que el moviment feminista ha ajudat els homosexuals a trobar-se i a assumir-se, mentre que recíprocament els moviments lesbians han fet també molt pel feminisme.
Un tema secundari que la directora aborda és el de l'arribada a París d'una jove de províncies. La tensió de la pel·lícula descansa en part sobre una ironia dramàtica pel que fa a les reaccions dels dos personatges principals : malgrat l'absència de  punts de referència a la seva arribada a París, Delphine s'afirma molt més en la seva homosexualitat que Carole, la parisenca, que, ella ja ha viscut amb un home i veu les seves certeses posades en dubte per la seva trobada amb Delphine. Catherine Corsini desitja també que els personatges masculins (sobretot Manuel, el company de Carole) no siguin  mostrats totalment negatius i puguin mostrar-se intel·ligents i comprensius.
El maig del 2013, el guió de La Belle Saison encara s'estava escrivint quan Catherine Corsini veu al Festival de Canes La vida d'Adèle d'Abdellatif Kechiche, una comèdia dramàtica lliurement inspirada en els dibuixos animats El blau és un color calent de Julie Maroh que explica igualment una història d'amor entre dues dones. Catherine Corsini aprecia molt la pel·lícula, però tendeix a desmarcar-se, el que la condueix a modificar certs elements del guió per evitar semblances involuntàries massa flagrants. El personatge de Carole, que en principi era professora de disseny, esdevé professora d'espanyol per evitar la semblança amb el personatge d'Emma en La Vida d'Adèle. Catherine Corsini pensa fins i tot a renunciar a les escenes de sexe per no haver d'imitar les de la Vida d'Adèle, la durada i la frontalitat de la qual han marcat el públic i la crítica. Tem també de trobar problemes de finançament per la seva pròpia pel·lícula, havent ja hagut de renunciar per aquesta raó a un projecte de pel·lícula sobre refugiats a Sangatte després de l'estrena l'any 2009 de la pel·lícula Welcome de Philippe Lioret que tractava un tema jutjat massa similar pels inversors. Catherine Corsini no considera tanmateix abandonar el seu projecte: « Perquè caldria que hi hagi una sola pel·lícula definitiva sobre l'homosexualitat femenina, i que aquesta  hagi estat dirigida per un home? Cal, al contrari que més cineastes s'apoderin del tema, homes i dones.

### Tria de les actrius
Catherine Corsini indica haver-se inventat el personatge de Carole tenint en el cap l'actriu Cécile de France. Aquesta es mostra indecisa veient-se oferir el paper, perquè havia interpretat Una casa de bojos paper d'una lesbiana en la trilogia de Cédric Klapisch (L'Auberge espagnole l'any 2002, Les Poupées russes l'any 2005 i Casse-tête chinois l'any 2013): « no volia tancar-me per no pas ser l'actriu que interpreta tots els papers de lesbianes…, ja que no n'hi ha molts i prou! Però queda convençuda pel projecte llegint el guió. La primera actriu considerada pel personatge de Delphine és Adèle Haenel, que accepta, després desisteix. És finalment Izïa Higelin després d'haver efectuat proves amb Cécile de France.

### Música
La música original de la pel·lícula és composta per Grégoire Hetzel, que ja havia treballat amb Catherine Corsini en dues de les seves precedents pel·lícules. La seva funció és evocar els sentiments interiors dels personatges i de portar el lirisme de la seva història d'amor. La música de la pel·lícula comprèn també peces d'època de Janis Joplin, Colette Magny i Joe Dassin així com l'himne del Moviment d'alliberament de les dones. Peces d'un grup de rock americà actual, The Rapture, són utilitzats com a complement per expressar la modernitat del personatge de Carole.

## Premis i nominacions

### Premis
- La Belle Saison va ser presentada en una pre-estrena al 68è Festival internacional de Cinema de Locarno a començaments d'agost de 2015, on la pel·lícula assoleix el premi Variety de la Piazza Grande en el 68è Festival de Locarno.[10]
- 21e cerimònia dels premis Lumières 2016: Premi a la millor música per Grégoire Hetzel

### Nominacions
- 21e cerimònia dels premis Lumières 2016 :
  - Premi Lumières a la millor pel·lícula
  - Premi Lumières al millor director per Catherine Corsini
  - Premi Lumières al millor guió per Catherine Corsini i Laurette Polmanss
  - Premi Lumières a la millor actriu per Izïa Higelin